# Жуан Батіста да Сілва
Жуан Батіста да Сілва (порт. João Batista da Silva, нар. 8 березня 1955, Порту-Алегрі) — бразильський футболіст, що грав на позиції півзахисника.
Виступав, зокрема, за «Інтернасьйонал», «Греміо» та «Палмейрас», а також національну збірну Бразилії.

## Ігрова кар'єра
Народився 8 березня 1955 року в місті Порту-Алегрі. Вихованець футбольної школи клубу «Інтернасьйонал». Дорослу футбольну кар'єру розпочав 1973 року в основній команді того ж клубу, в якій провів вісім сезонів, взявши участь у 72 матчах чемпіонату. За цей час тричі виборював титул чемпіона Бразилії та став 5-разовим чемпіоном штату Ріу-Гранді-ду-Сул.
У сезоні 1982 році Батіста виступав за «Греміо», а наступного — за «Палмейрас», там він провів тільки 14 ігор і поїхав до Італії, ставши гравцем столичного «Лаціо». Там бразилець став основним гравцем, але 1985 року римляни вилетіли з Серії А, після чого Батіста перейшов в іншу вищолігову італійську команду «Авелліно», в якій провів сезон 1985/86.
Пізніше Батіста недовго пограв за португальський «Белененсеш», а завершив ігрову кар'єру на батьківщині у команді «Аваї», за яку виступав протягом 1988—1989 років і став чемпіоном штату Санта-Катаріна у 1988 році.
По завершенні кар'єри гравця працював телекоментатором на каналах RBS TV, Sportv і Globosat.

## Виступи за збірну
Батіста був у складі олімпійської збірної, яка виграла золоту медаль на Панамериканських іграх 1975 року в Мехіко і була учасником футбольного турніру на Олімпійських іграх 1976 року у Монреалі.
1978 року дебютував в офіційних матчах у складі національної збірної Бразилії.
У складі збірної був учасником двох чемпіонатів світу — 1978 року в Аргентині, на якому команда здобула бронзові нагороди, та чемпіонату світу 1982 року в Іспанії, де разом з командою здобув «срібло». При цьому на першому турнірі Батіста був основним гравцем і зіграв усі 7 ігор, а на другому був запасним гравцем провів тільки 1 гру, замінивши у складі Зіко, проти Аргентини. Тим не менш саме тут півзахисник найбільше запам'ятався, оскільки отримав удар від Дієго Марадони, після якого аргентинський форвард був вилучений з поля.
Також виступав з командою на розіграші Кубка Америки 1979 року, на якому команда здобула бронзові нагороди, та Мундіаліто у 1981 році, ставши фіналістом змагань. На турнірах зіграв 4 і 3 матчі відповідно.

## Статистика виступів

### Статистика виступів за збірну
| Дата       | Місто               | Господарі  | Результат | Гості          | Турнір                       | Голи | Примітки |
| ---------- | ------------------- | ---------- | --------- | -------------- | ---------------------------- | ---- | -------- |
| 5-4-1978   | Гамбург             | НДР        | 1 – 0     | Бразилія       | товариський матч             | -    | ?'       |
| 19-4-1978  | Лондон              | Англія     | 1 – 1     | Бразилія       | товариський матч             | -    | 60' ?'   |
| 1-5-1978   | Ріо-де-Жанейро      | Бразилія   | 3 – 0     | Перу           | товариський матч             | -    |          |
| 17-5-1978  | Ріо-де-Жанейро      | Бразилія   | 2 – 0     | Чехословаччина | товариський матч             | -    |          |
| 3-6-1978   | Мар-дель-Плата      | Бразилія   | 1 – 1     | Швеція         | ЧС 1978 - 1-й етап           | -    |          |
| 7-6-1978   | Мар-дель-Плата      | Іспанія    | 0 – 0     | Бразилія       | ЧС 1978 - 1-й етап           | -    |          |
| 11-6-1978  | Мар-дель-Плата      | Бразилія   | 1 – 0     | Австрія        | ЧС 1978 - 1-й етап           | -    |          |
| 14-6-1978  | Мендоса             | Бразилія   | 3 – 0     | Перу           | ЧС 1978 - 2-й етап           | -    |          |
| 18-6-1978  | Росаріо             | Аргентина  | 0 – 0     | Бразилія       | ЧС 1978 - 2-й етап           | -    |          |
| 21-6-1978  | Мендоса             | Бразилія   | 3 – 1     | Польща         | ЧС 1978 - 2-й етап           | -    |          |
| 24-6-1978  | Буенос-Айрес        | Бразилія   | 2 – 1     | Італія         | ЧС 1978 - матч за 3-тє місце | -    | 44'      |
| 26-7-1979  | Ла-Пас              | Болівія    | 2 – 1     | Бразилія       | Копа Америка 1979 - 1-й етап | -    | ?'       |
| 2-8-1979   | Ріо-де-Жанейро      | Бразилія   | 2 – 1     | Аргентина      | Копа Америка 1979 - 1-й етап | -    | ?'       |
| 16-8-1979  | Сан-Паулу           | Бразилія   | 2 – 0     | Болівія        | Копа Америка 1979 - 1-й етап | -    |          |
| 23-8-1979  | Буенос-Айрес        | Аргентина  | 2 – 2     | Бразилія       | Копа Америка 1979 - 1-й етап | -    | ?'       |
| 8-6-1980   | Ріо-де-Жанейро      | Бразилія   | 2 – 0     | Мексика        | товариський матч             | -    | кап.     |
| 15-6-1980  | Ріо-де-Жанейро      | Бразилія   | 1 – 2     | СРСР           | товариський матч             | -    | [ 6 ]    |
| 29-6-1980  | Сан-Паулу           | Бразилія   | 1 – 1     | Польща         | товариський матч             | -    |          |
| 27-8-1980  | Форталеза           | Бразилія   | 1 – 0     | Уругвай        | товариський матч             | -    |          |
| 25-9-1980  | Асунсьйон           | Парагвай   | 1 – 2     | Бразилія       | товариський матч             | -    |          |
| 30-10-1980 | Гоянія              | Бразилія   | 6 – 0     | Парагвай       | товариський матч             | -    | ?'       |
| 21-12-1980 | Куяба               | Бразилія   | 2 – 0     | Швейцарія      | товариський матч             | -    |          |
| 4-1-1981   | Монтевідео          | Аргентина  | 1 – 1     | Бразилія       | Мундіаліто                   | -    | ?'       |
| 7-1-1981   | Монтевідео          | ФРН        | 1 – 4     | Бразилія       | Мундіаліто                   | -    |          |
| 10-1-1981  | Монтевідео          | Уругвай    | 1 – 2     | Бразилія       | Мундіаліто                   | -    |          |
| 1-2-1981   | Богота              | Колумбія   | 1 – 1     | Бразилія       | товариський матч             | -    | ?'       |
| 8-2-1981   | Каракас             | Венесуела  | 0 – 1     | Бразилія       | товариський матч             | -    |          |
| 22-2-1981  | Ла-Пас              | Болівія    | 1 – 2     | Бразилія       | Відбір до ЧС 1982            | -    | ?'       |
| 14-3-1981  | Рібейран-Прету      | Бразилія   | 2 – 1     | Чилі           | товариський матч             | -    |          |
| 22-3-1981  | Ріо-де-Жанейро      | Бразилія   | 3 – 1     | Болівія        | Відбір до ЧС 1982            | -    |          |
| 29-3-1981  | Гоянія              | Бразилія   | 5 – 0     | Венесуела      | Відбір до ЧС 1982            | -    |          |
| 5-5-1982   | Сан-Луїс (Бразилія) | Бразилія   | 3 – 1     | Португалія     | товариський матч             | -    |          |
| 2-7-1982   | Барселона           | Аргентина  | 1 – 3     | Бразилія       | ЧС 1982 - 2-й етап           | -    | 82'      |
| 28-4-1983  | Ріо-де-Жанейро      | Бразилія   | 3 – 2     | Чилі           | товариський матч             | -    |          |
| 8-6-1983   | Коїмбра             | Португалія | 0 – 4     | Бразилія       | товариський матч             | -    |          |
| 12-6-1983  | Кардіфф             | Уельс      | 1 – 1     | Бразилія       | товариський матч             | -    |          |
| 17-6-1983  | Базель              | Швейцарія  | 1 – 2     | Бразилія       | товариський матч             | -    | 73'      |
| 22-6-1983  | Гетеборг            | Швеція     | 3 – 3     | Бразилія       | товариський матч             | -    |          |
| Усього     |                     | Матчів     | 38        |                | Голів                        | 0    |          |

## Титули і досягнення

### Командні
- Чемпіон Бразилії (3):

«Інтернасьйонал»: 1975, 1976, 1979
- Переможець Ліги Гаушу (5):

«Інтернасьйонал»: 1974, 1975, 1976, 1978, 1981
- Переможець Ліги Катаріненсе (1):

«Аваї»: 1988
- Бронзовий призер чемпіонату світу: 1978

### Особисті
- Володар Срібного м'яча Бразилії: 1980, 1982